# Absberg (Adelsgeschlecht)

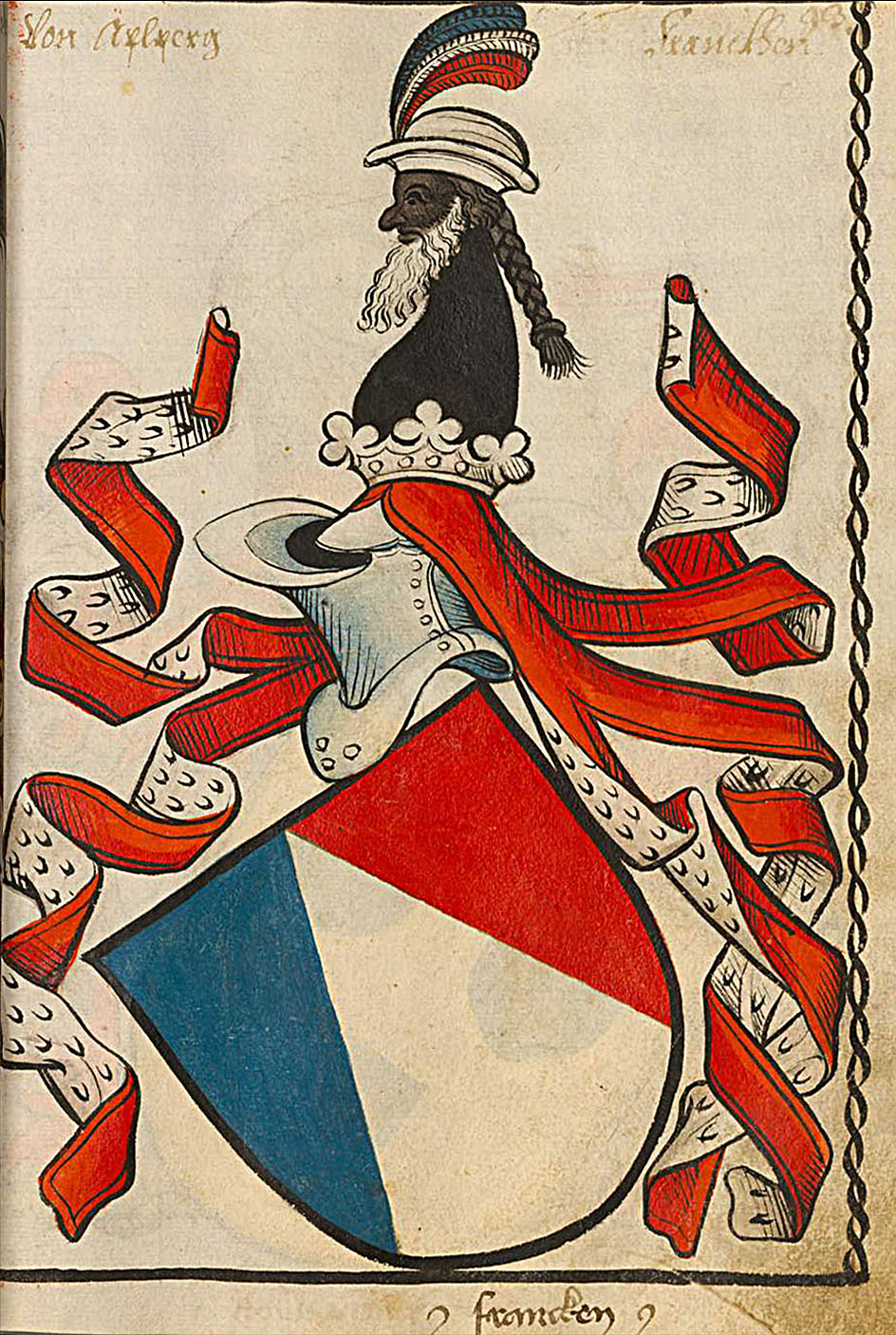
Wappen nach dem Scheibler'schen Wappenbuch

Die Familie von Absberg war ein altes fränkisches Adelsgeschlecht (siehe auch Liste fränkischer Rittergeschlechter). Aus der Familie stammten für Franken bedeutende kirchliche Würdenträger, wie der Regensburger Bischof Heinrich IV. von Absberg. Mit der Verfolgung des Hans Thomas von Absberg wurde 1523 auch die Burg Absberg zerstört. Die Familie stieg bis in den Freiherrenstand auf.

## Geschichte

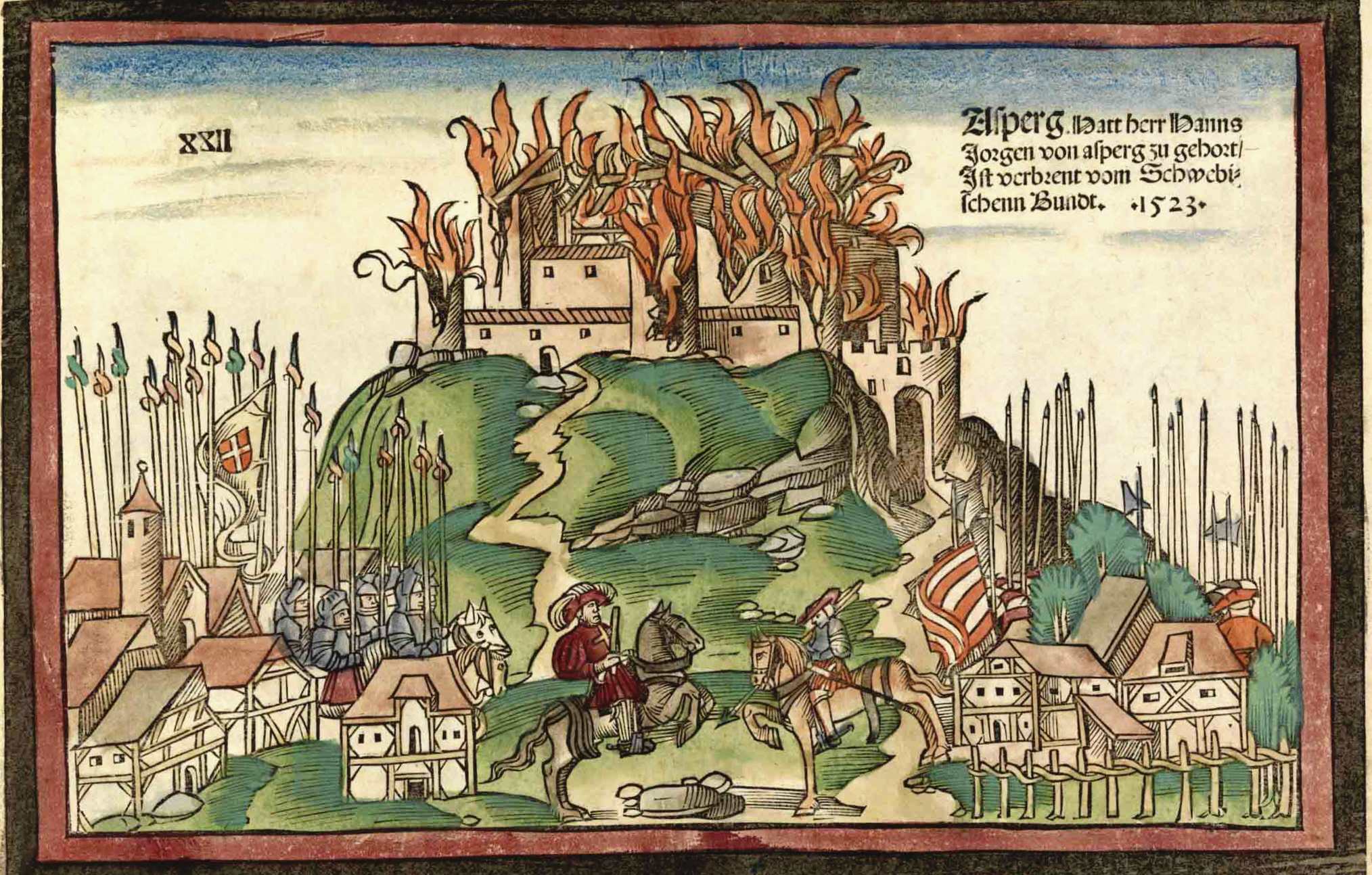
Die Zerstörung von Burg Absberg 1523, zeitgenössischer Holzschnitt von Hans Wandereisen

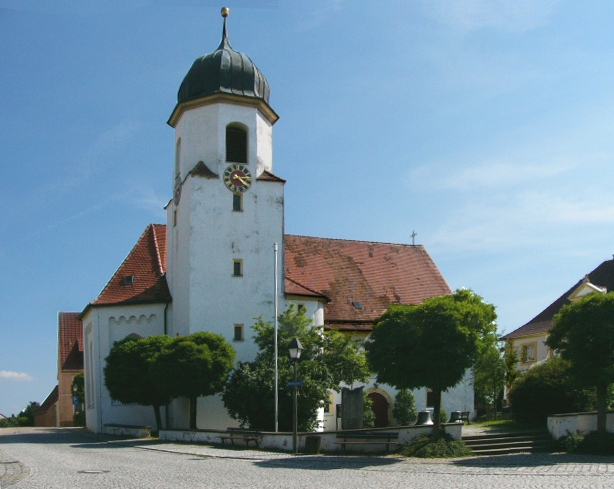
Evangelische Kirche von Absberg mit zahlreichen Epitaphen der von Absberg, der Torbogen des Eingangs datiert auf 1598, der Altar auf 1599

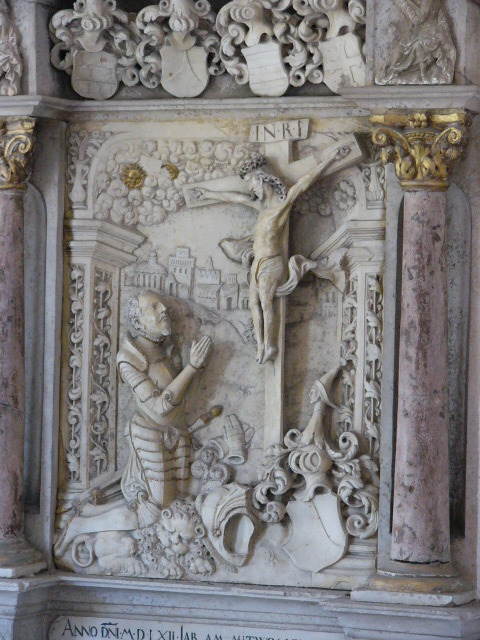
Epitaph des Hans Christoph von Absberg in der evangelischen Kirche von Absberg

### Herrschaft Absberg
Namensgebender Sitz der Familie von Absberg ist die ehemalige, 1343 erstmals erwähnte, aber sicherlich wesentlich ältere Burg Absberg in Absberg, heute ein Markt im mittelfränkischen Landkreis Weißenburg-Gunzenhausen. Das Adelsgeschlecht trat erstmals 1238 mit Adelhaidis de Appesperch in Erscheinung; diese war mit einem Heinrich von Absberg verheiratet, der ab 1242 als „liber“ (Freier) und ab 1254 als „nobilis“ (Edler) bezeichnet wurde. Demnach gehörte das Geschlecht zur Schicht der Edelfreien.
Unter Konradus von Absberg wurde Absberg 1327 zur Pfarrei erhoben. 1488 ließ der Regensburger Bischof Heinrich IV. von Absberg aus der Linie Absberg-Rumburg im Ort eine Kapelle errichten.
Aus der Familie stammten unter anderem hohe kirchliche Würdenträger, wie Domherren und Äbtissinnen. Die Absberger Linie, zu Freiherren aufgestiegen, wurde 1533 evangelisch, während die Absberger Linie zu Rumburg im Hochstift Eichstätt der katholischen Kirche nicht entsagten.
Eine Besonderheit der Herrschaft Absberg war ihr Privileg der Freiung. Verfolgte fanden in der Freiung Absberg Asyl. Ausgenommen waren lediglich Majestätsbeleidigungen und Mord. Das Privileg wurde den Absbergern erstmals von König Ruprecht 1401 verliehen und von späteren Herrschern mehrfach bestätigt. Von dem Recht wurde rege Gebrauch gemacht und Absberg wurde zum Zufluchtsort u. a. von Ehebrechern, Schuldnern, Bankrotteuren oder Duellanten. Der Letzte, der Zuflucht in Absberg fand und 1830 dort verstarb, war ein Schäfer aus Löpsingen bei Nördlingen, der seine Frau im Streit erschlagen hatte. Das Recht auf Asyl in dieser Konstellation wurde 1799 allgemein abgeschafft.
Familienangehörige führten mehrfach Fehden gegen die Reichsstadt Nürnberg.
Bekannteste Figur der Absberger Familie war Hans Thomas von Absberg. Er galt als berüchtigter Raubritter. Er entführte reisende Kaufleute, Bürger aufstrebender Städte und presste sie gegen Lösegeld frei. Um seine Forderungen zu unterstreichen, schickte er Familienangehörigen mehrmals eine abgehackte Hand des Entführten. Im Niederadel hatte er breite Unterstützung und viele Helfer. Dies rief 1523 den Schwäbischen Bund auf den Plan, der viele kleine Burgen zerstörte, weil sie Hans Thomas von Absberg mit seinen Gefangenen Unterschlupf gewährt hatten. Zeitgleich tobte auch der Bauernkrieg in der Region. Hans Thomas von Absberg wurde wenig später im Jahr 1531 von einem seiner Mitstreiter ermordet.
1523 wurde die Burg Absberg vom Schwäbischen Bund zerstört. Der Kriegsberichterstatter Hans Wandereisen fertigte als Augenzeuge die einzige bekannte Darstellung der Burganlage. Als Ersatz bauten die Absberger 1593–1595 ein neues Schloss, das sie 1610 erweiterten.
Mit Hans Veit von Absberg, dessen Epitaph sich noch in der evangelischen Kirche von Absberg befindet, starb das Geschlecht am 9. April 1647 im Mannesstamm aus. Der Besitz der Absberger (Allod, Reichslehen sowie eichstättisches und brandenburgisches Lehen) kam nach mehrjährigem Streit 1652 an den Deutschen Orden, der anstelle der Burg 1723–1726 ein Ordensschloss (Schloss Absberg) errichtete.

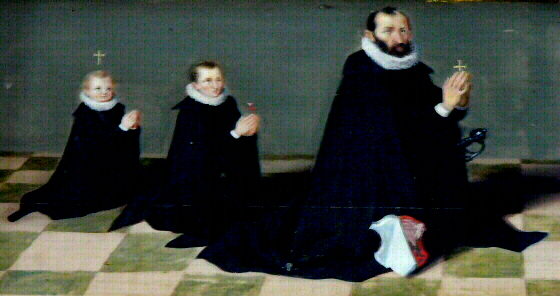
Hans Veit von Absberg, der Letzte des Geschlechts, als Kind hinter seinem Vater Hans Cunrad von und zu Absberg († 1611). Ausschnitt aus dem Epitaph
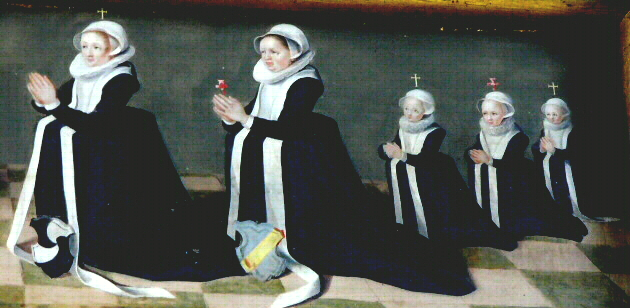
Die Ehefrauen und Töchter des Hans Cunrad. Die Wappen sind mit „Eltershofen“ und „Senfftin“ (wohl Senft von Suhlburg[4]) im Text erwähnt.

### Burgen Rumburg und Reicheneck

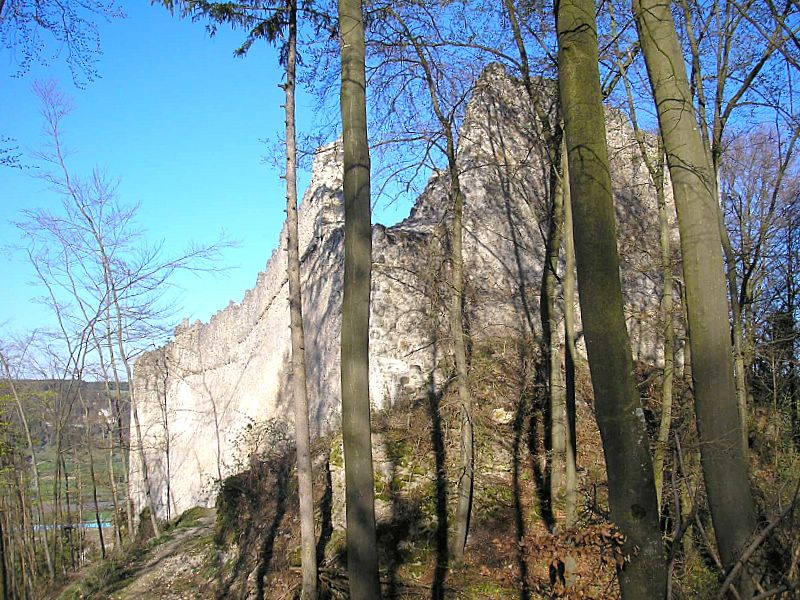
Burg Rumburg

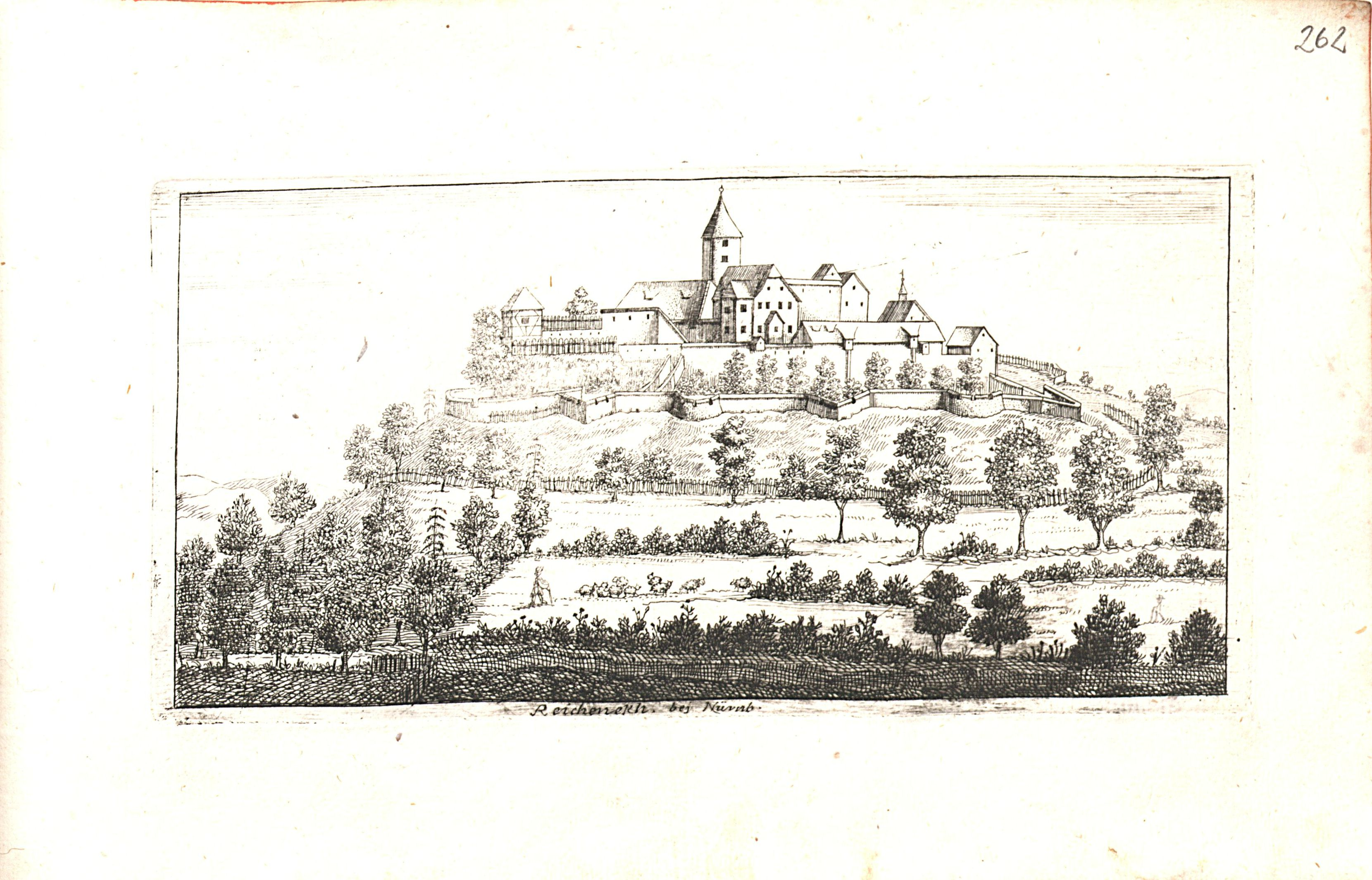
Burg Reicheneck (1704)

Gegen Ende des 13. Jahrhunderts gelangte die Familie von Absberg in den Besitz der Herrschaft von Burg Rumburg, heute im Landkreis Eichstätt. Der von den Emmendorfern auf die Rumburger Linie der Absberger übergegangene Lehenskomplex war beträchtlich: Er umfasste unterschiedlich großen Besitz zu Unter- und Oberemmendorf, Irfersdorf, Irlahüll, Aschbuch, Neuzell, Pfraundorf, Haunstetten, Wiesenhofen, Beilngries, Kaldorf, Kinding, Landerzhofen, Mettendorf, Raitenbuch, Litterzhofen und Berching, sodann auch die Tafern- (= Schank-) und Kirchtagrechte (= Marktrecht am Kirchweihfest) zu Röckenhofen, Herrnsberg (dort auch die Schmiedstatt) und Günzenhofen.
Die erhaltenen Ruinen gehen größtenteils auf den Ausbau der Veste zurück, der 1350 unter den Absbergern begonnen wurde. Die erste urkundliche Erwähnung dieser Burg stammt aus dem Jahr 1361. Heinrich von Absberg erhielt 1374 von Kaiser Karl IV. die Erlaubnis, den Ort Enkering zur Stadt auszubauen. Dieses Vorhaben konnte aber nicht verwirklicht werden.
1395 erbten Hans und Heinrich von Absberg zu Rumburg über ihre Ehefrauen Margaretha und Klara Schenk von Reicheneck, aus einer Nebenlinie der Schenken von Limpurg, die Herrschaft und Burg Reicheneck. Während einer seit 1388 geführten Fehde, unter anderem mit der Reichsstadt Nürnberg, gelobten die Absberger zwar 1397 König Wenzel die Einhaltung des Landfriedens, brachen aber ihr Gelübde kurz darauf, sodass am 7. Juli 1398 die Burg Reicheneck durch Truppen des Nürnberger Burggrafen Friedrich VI. und der Reichsstadt belagert und schließlich zerstört wurde. Der Versuch eines Wiederaufbaues wurde ihnen von König Ruprecht I. im Jahr 1400 verboten.
1520 beteiligte sich Erasmus von Absberg an einem Überfall auf den Grafen Joachim von Oettingen, bei dem der Oettinger sein Leben verlor. 1521 besetzten deshalb die Truppen des Schwäbischen Bundes die Rumburg, die anschließend unter Zwangsverwaltung gestellt wurde. 1528 konnte Erasmus auf dem Bundestag zu Augsburg seine Rehabilitierung erwirken. Die damaligen Taten wären „seiner Jugend und seinem Unverstand“ zuzuschreiben gewesen, außerdem sei er von seinem Verwandten Hans Thomas von Absberg verführt worden.
1540 löste ein Jäger einen verheerenden Brand aus. Im selben Jahr starb der Burgherr Erasmus ohne männlichen Nachfolger. Die hoch verschuldeten Erben verkauften die Rumburg deshalb 1546 an das Hochstift Eichstätt. Ein Wiederaufbau unterblieb, die Anlage begann zu verfallen. In jüngster Zeit erfolgten Sicherungsmaßnahmen.
Laut einer Sage bekämpften die Absberger zu Rumburg um 1301 im Verein mit dem Eichstätter Bischof erfolgreich die Burgherren von Kipfenberg. Eine weitere Sage weiß von einem schwarzen Pudel, der auf der Rumburg eine Truhe mit Gold und Edelsteinen bewacht.

## Wappen
Das Wappen der Familie von Absberg zeigt eine silberne eingebogene Spitze und teilt den Schild senkrecht in Blau und Rot.

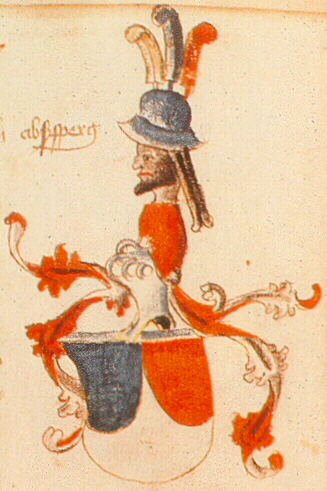
Wappen nach dem Ingeram-Codex
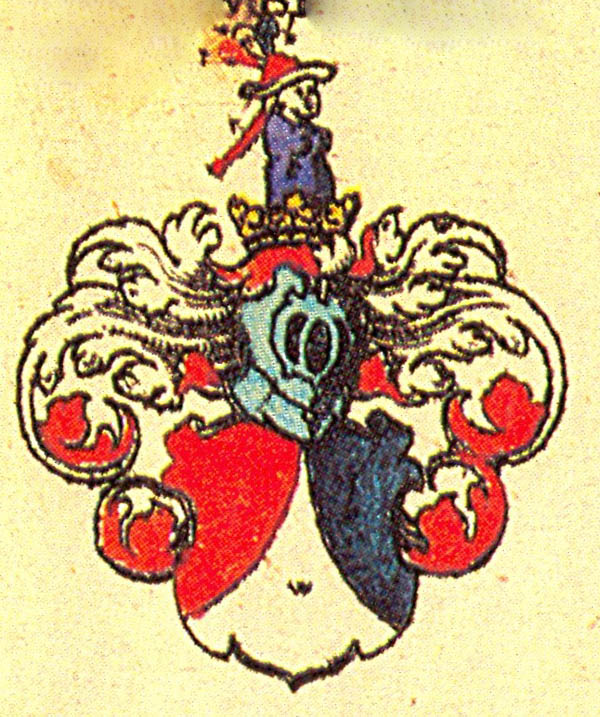
Wappen der Familie von Absberg nach Siebmachers Wappenbuch
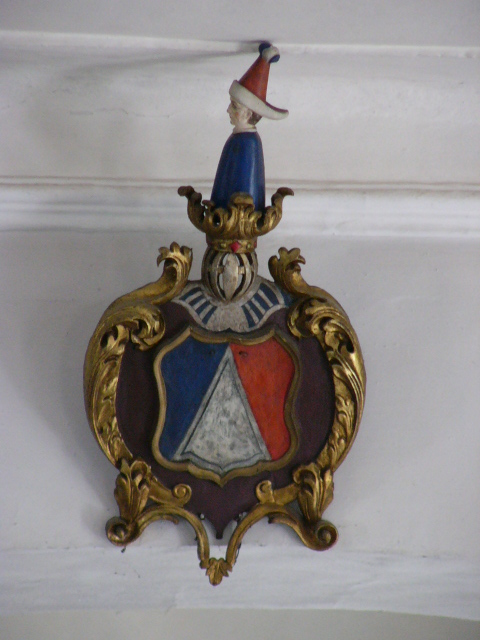
Plastisches Wappen im Chorbogen der evangelischen Kirche von Absberg
Wappen des Marktes Absberg in Anlehnung an die Familie von Absberg
Wappen des Marktes Kinding

## Persönlichkeiten
- Hadmar Absberger (= von Absberg), ab 1411 Pfleger des eichstättisch-bischöflichen Pflegamtes Hirschberg
- Barbara von Absberg, Äbtissin im Kloster Obermünster in Regensburg (1435–1456)
- Heinrich IV. von Absberg (1409–1492), Bischof von Regensburg (1465–1492)
- Dorothea, geborene von Absberg, siehe z. B. Götz von Berlichingen
- Hans Thomas von Absberg (1477–1531)
- Hans Christoph von Absberg († 1562)